# The Red Shoes (album)
Pour les articles homonymes, voir The Red Shoes.
Pour un article plus général, voir Discographie et vidéographie de Kate Bush.
Albums de Kate Bush
The Sensual World
(1989) Aerial
(2005)
Singles
1. Rubberband Girl
Sortie : 6 septembre 1993
2. Eat the Music
Sortie : 7 septembre 1993
3. Moments of Pleasure
Sortie : 15 novembre 1993
4. The Red Shoes
Sortie : 5 avril 1994
5. And So Is Love
Sortie : 7 novembre 1994

The Red Shoes est le septième album studio de l'artiste britannique Kate Bush, sorti le 2 novembre 1993 sur le label EMI Group. 
Il est accompagné par le court-métrage musical, The Line, the Cross and the Curve, réalisé par Kate Bush et ce fut son dernier album avant de marquer une pause de douze ans. 
Son titre est une allusion au film anglais Les Chaussons rouges de Michael Powell, dont le film La Renarde a sans doute déjà influencé Hounds of Love.
La chanteuse anglaise s'est assuré la participation de Michael Kamen, Lenny Henry, Prince, Eric Clapton, Gary Brooker, Jeff Beck et Nigel Kennedy.
En 2011, parallèlement au projet Director's Cut, l'album ressort en version remasterisé.

## Liste des pistes
| 1.    | Rubberband Girl                      | 4:42 |
| 2.    | And So Is Love - Avec Eric Clapton   | 4:16 |
| 3.    | Eat the Music                        | 5:08 |
| 4.    | Moments of Pleasure                  | 5:16 |
| 5.    | The Song of Solomon                  | 4:27 |
| 6.    | Lily                                 | 3:51 |
| 7.    | The Red Shoes                        | 4:00 |
| 8.    | Top of the City                      | 4:14 |
| 9.    | Constellation of the Heart           | 4:46 |
| 10.   | Big Stripey Lie                      | 3:32 |
| 11.   | Why Should I Love You? - Avec Prince | 5:00 |
| 12.   | You're the One - Avec Jeff Beck      | 5:52 |
| 55:03 |                                      |      |

## Personnel
- Kate Bush : chant, piano Fender Rhodes (5, 8, 12), claviers (1-3, 5-12), guitare(10), basse(10), composition, arrangements
- Danny McIntosh : guitare (1, 5-9)
- Eric Clapton : guitare (2)
- Jeff Beck : guitare (12)
- John Giblin : basse (1-3, 6, 8, 9, 12)
- Gaumont d'Olivera : basse (7), batterie (10), percussions (10), effets sonores (10)
- Prince : claviers, guitare, basse, chœurs, arrangements (11)
- Gary Brooker : orgue hammond (2, 9, 12)
- Paddy Bush : chant (3, 7, 9), sifflements (7), pipeau (7), mandola (7), valiha (3), fujara (6), bols chantants (6), scie chantante (7)
- Stuart Elliott : batterie (1, 2, 3, 6, 7, 8, 9, 11, 12), percussion (1, 3, 5, 7)
- Lenny Henry : chant (11)
- Nigel Hitchcock : saxophone ténor (1, 3, 9, 11), baryton (1)
- Michael Kamen : orchestration, arrangements orchestraux
- Nigel Kennedy : violon (8, 10), alto (8)
- Lily : narratrice (9)
- Charlie Morgan : percussion (5)
- Del Palmer : fairlight, programmations du Fairlight CMI
- J. Neil Sidwell : trombone (1, 3, 9, 11)
- Steve Sidwell : trompette (1, 3, 9, 11), bugle (11)
- Paul Spong : trompette (1, 3, 9, 11)
- Trio Bulgarka : chant (5, 11, 12)
- Dimitar Penev : arrangements vocaux pour le Trio Bulgarka
- Colin Lloyd Tucker : chant (7, 9)
- Justin Vali : valiha (3, 7), kabosy (3), chœurs (3)

## Production
- Kate Bush : Production
- Del Palmer : Ingénieur, mixing
- Haydn Bendall : Ingénieur
- Ian Cooper : Mastering
- Ian Sylvester : Consultant musical
- EFM : Maintenance
- Peacock Marketing & Design : Design pour la jaquette
- John Carder Bush, Kindlight : Photographies
- Sir Ali : Interprète français
- Boromira Nedeva : Interprète bulgare

## Classification par pays
| Classement (1993-1994)            | Position |
| --------------------------------- | -------- |
| Allemagne (Media Control AG)      | 18       |
| Australie (ARIA Charts)           | 17       |
| Autriche (Austrian Singles Chart) | 34       |
| Canada (RPM)                      | 13       |
| États-Unis (Billboard 200)        | 28       |
| France (SNEP)                     | 14       |
| Japon (Oricon Singles Chart)      | 24       |
| Nouvelle-Zélande (RIANZ)          | 30       |
| Pays-Bas (MegaCharts)             | 23       |
| Royaume-Uni (UK Singles Chart)    | 2        |
| Suède (Sverigetopplistan)         | 16       |
| Suisse (Schweizer Hitparade)      | 26       |

| Classement (1993)              | Position |
| ------------------------------ | -------- |
| Canada (RPM)                   | 77       |
| Royaume-Uni (UK Singles Chart) | 44       |

| Pays                                                       | Ventes   | Classement |
| ---------------------------------------------------------- | -------- | ---------- |
| Canada (Music Canada)                                      | 50,000^  | Or         |
| Japon (Oricon Singles Chart)                               | 25,510   | Platine    |
| Royaume-Uni (BPI)                                          | 300,000^ | Platine    |
| ^ les montants correspondent uniquement à la certification |          |            |